# Śluza Kudrynki
Śluza Kudrynki – czternasta śluza na Kanale Augustowskim (licząc od strony Biebrzy).
Wybudowana w latach 1828–1829 przez Edwarda Tadeusza Bielińskiego i Michała Horaina. Nieczynna od końca drugiej wojny światowej do ostatniego remontu przeprowadzonego w latach 2005–2008.
- Położenie: 77,4 km kanału
- Różnica poziomów: 2,27 m
- Długość: 43,4 m
- Szerokość: 5,94 m
- Wrota: drewniane
- Lata budowy: 1828–1829
- Kierownicy budowy: Edward Tadeusz Bieliński i Michał Horain